# Eupithecia coaequata
Eupithecia coaequata är en fjärilsart som beskrevs av Franz Dannehl 1927. Eupithecia coaequata ingår i släktet Eupithecia och familjen mätare. Inga underarter finns listade i Catalogue of Life.